# Ausa (fiume)
L'Ausa o Aussa (Ausse in friulano standard, Aussa in friulano goriziano) è un fiume della Bassa Friulana che nasce dalla confluenza di numerosi corsi d'acqua di risorgiva. Il bacino idrologico che va a coprire è di circa 60 km², mentre la portata complessiva alla foce è di 45 m³/s.
Si ritrova talvolta la grafia Aussa; sia questa che la più diffusa Ausa vanno pronunciate ['au̯.sa] con la s sorda.
Convenzionalmente si pone l'origine dell'Ausa nel comune di Aiello del Friuli, all'altezza del ponte di Novacco, dove un ramo della roggia Sobresco si immette nella roggia Barisada, che da lì in poi assume la denominazione di fiume Ausa. Dopo aver attraversato l'azienda agricola Molin di Ponte (dove un tempo sorgeva l'omonimo centro abitato, comprato dal Lloyd Adriatico e trasformato nell'attuale conformazione) ed aver ricevuto l'apporto idrico della roggia Pusianich, l'Ausa entra nel territorio comunale di Cervignano del Friuli. Qui riceve gli affluenti di sinistra: roggia dei Prati e roggia Brischis. Al suo ingresso nel centro urbano di Cervignano, dopo alcune anse nella zona denominata Pradulin, l'Ausa riceve da destra le acque del fiume Taglio (l'antico Imburino) e da sinistra quelle della roggia Fredda, detta localmente La Freda (in realtà, artificialmente collegata all'Ausa per mezzo del canale di bonifica Sarcinelli). Qui vi sono anche i ponti della statale Trieste-Venezia e della ferrovia, mentre poco più a valle si trova il ponte di via Udine (il Ponte di Ferro), che è il penultimo prima della foce. A partire dall'Ottocento si sono susseguiti numerosi lavori di canalizzazione che hanno portato all'eliminazione di quasi tutte le anse e gli isolotti a valle di Cervignano. Oggi il fiume presenta dei lunghi tratti rettilinei e l'antico corso dell'Ausa è riconoscibile ormai soltanto in alcuni rami morti, noti con la dizione friulana di muarts. L'Ausa riceve quindi da destra le acque del canale Banduzzi proveniente da Torviscosa e forma infine un unico alveo con il fiume Corno (le Barancole). Dalle foci dell'Ausa-Corno partono due lunghe file di bricole che delimitano un canale navigabile che attraversa la laguna di Marano, segnando anche il confine con quella di Grado e giungendo fino al mare attraverso la bocca di Porto Buso, tra l'isola omonima e quella di Sant'Andrea.
Nel bacino dell'Aussa-Corno si è sviluppata un'importante area industriale (nella denominazione della zona industriale, "Aussa" va scritto con due "s") con annesso porto mercantile sul basso corso del fiume Corno.

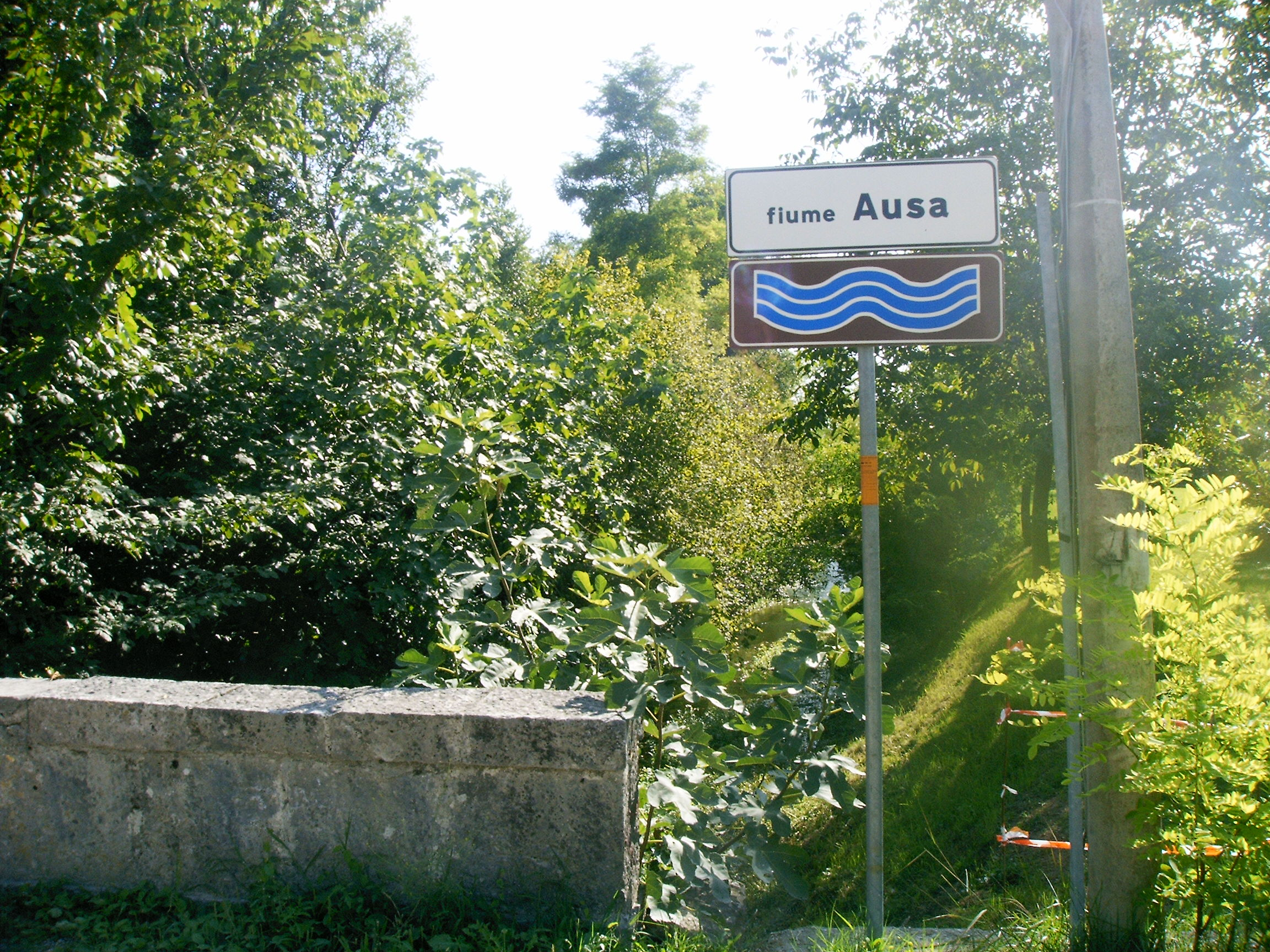
Il ponte di Novacco
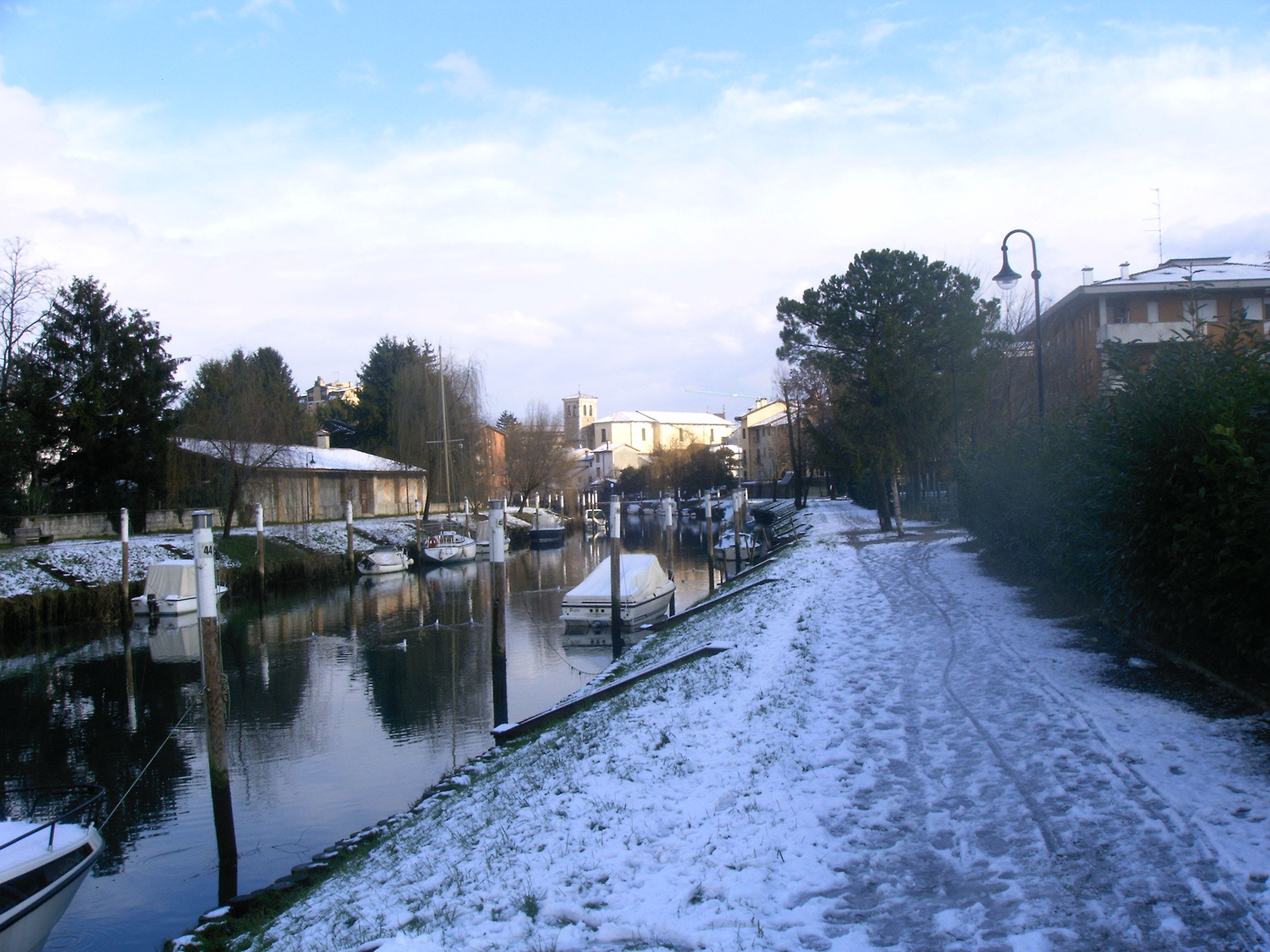
L'Ausa a Cervignano del Friuli, dopo una breve nevicata
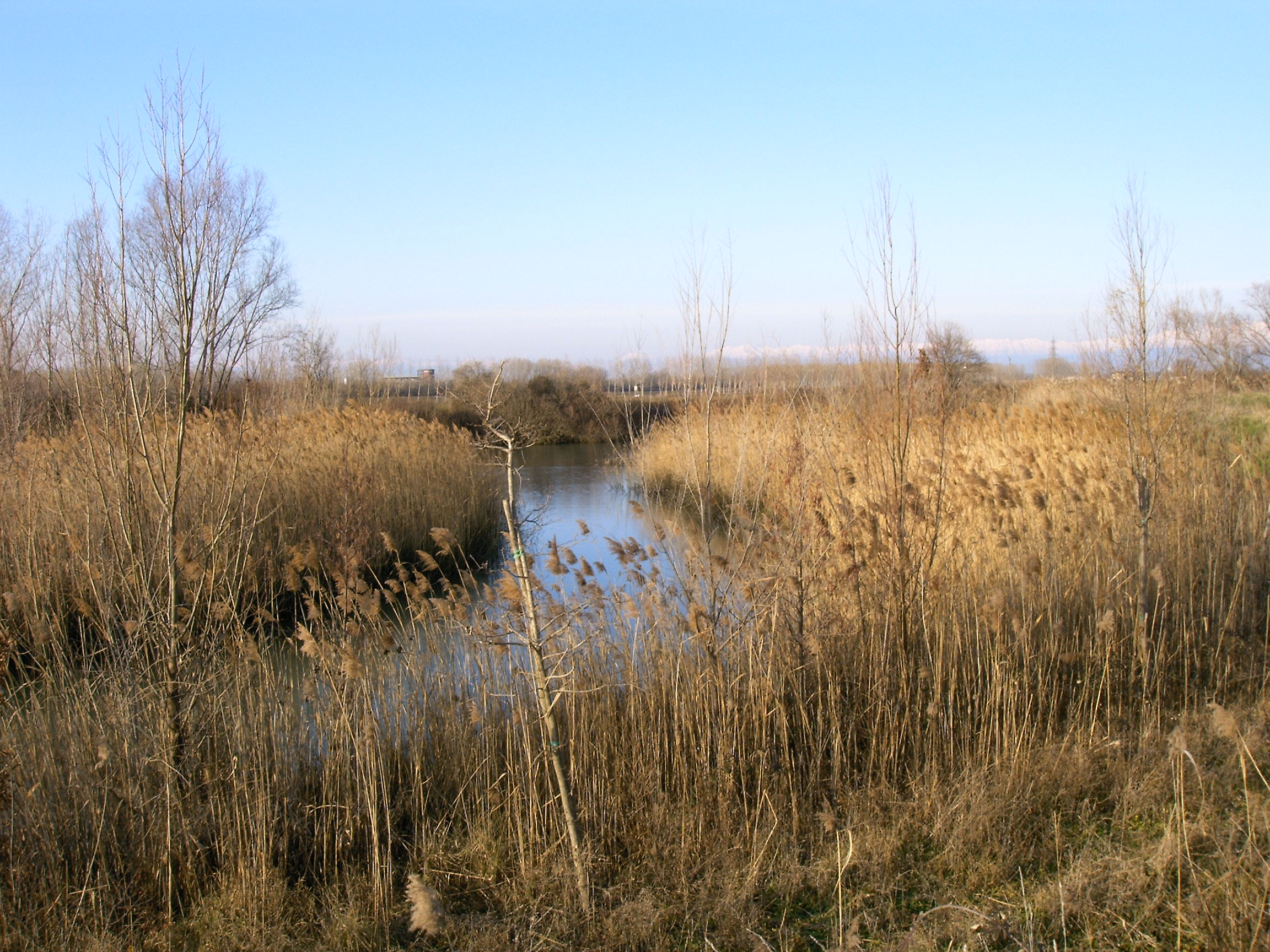
Il Muart di Carot, un ramo morto dell'Ausa a valle di Cervignano

## Storia
Prima della distruzione di Aquileia in epoca romana vi era nella parte inferiore del fiume un altro ponte (Ponte Orlando) del quale si vedono ancora sott'acqua le fondamenta e forse un terzo situato vicino alla laguna e sul quale sembra sia passato Attila per procedere alla distruzione di Marano Lagunare.
Il fiume Ausa nell'antichità veniva indicato col nome di Alsa ed è menzionato per la prima volta nella Naturalis Historia di Plinio il Vecchio nel I secolo d.C. Esso è poi citato da Sesto Aurelio Vittore nel IV secolo poiché nel 340 vi fu gettato il cadavere dell'imperatore Costantino II, assassinato dal fratello Costante.
Per alcuni secoli, fino al 1797, il fiume segnò un tratto del confine tra la Repubblica di Venezia ed i territori absburgici, dalla foce fino all'altezza di Cervignano (lo stesso abitato era diviso: austriaco il centro storico a sud del fiume, veneziana la sponda nord). Dal 1866 al 1919 il basso corso dell'Ausa ed il canale Banduzzi hanno costituito il confine fra il Regno d'Italia e l'Impero austro-ungarico